# Ливенворт, Фрэнк
Фрэнк Ливенворт (англ. Francis Preserved Leavenworth; 3 сентября 1858, Маунт-Вернон, Индиана — 12 ноября 1928, Сент-Пол) — американский астроном.
Он обнаружил множество объектов для «Нового общего каталога» наравне с Франком Мюллером и Ормондом Стоуном. Он использовали телескоп с диафрагмой 66 см в обсерватории Леандра Маккормика в Университет Вирджинии в Шарлоттсвилль, Вирджиния.
Он стал членом Астрономического общества Камдена вскоре после его основания в 1888 году.
В 1909 году он вступил в Общество практической астрономии Фридриха Леонарда.